# Cupriavidus respiraculi
Cupriavidus respiraculi es una bacteria gramnegativa, no fermentadora del género Cupriavidus de la familia Burkholderiaceae. Se aisló de pacientes con fibrosis quística.